# FC Argeș Pitești
Fotbal Club Argeș Pitești byl rumunský fotbalový klub z města Pitești. Založen byl roku 1953. Zanikl v roce 2013. V 70. letech 20. století patřil k nejlepším rumunským klubům. Dvakrát se stal mistrem Rumunska (1971–72, 1978–79) a jednou získal rumunský pohár (1964–65). Ve evropských pohárech, kde startoval sedmkrát, pronikl nejdále do 2. kola, bilance Argesu v Evropě je 26 zápasů, 11 vítězství, 4 remízy a 11 proher při skóre 42:44. V klubu působila řada rumunských reprezentantů, například Adrian Mutu a Nicolae Dobrin.

## Výsledky v evropských pohárech

### Pohár mistrů evropských zemí
| Sezóna  | Kolo |             | Soupeř            | Doma  | Venku | Celkem |
| ------- | ---- | ----------- | ----------------- | ----- | ----- | ------ |
| 1972–73 | 1.   | Lucembursko | Aris Bonnevoie    | 4 – 0 | 2 – 0 | 6 – 0  |
| 1972–73 | 2.   | Španělsko   | Real Madrid       | 2 – 1 | 1 – 3 | 3 – 4  |
| 1979–80 | 1.   | Řecko       | AEK Athény        | 3 – 0 | 0 – 2 | 3 – 2  |
| 1979–80 | 2.   | Anglie      | Nottingham Forest | 1 – 2 | 0 – 2 | 1 – 4  |

### Pohár UEFA
| Sezóna  | Kolo  |             | Soupeř               | Doma  | Venku | Celkem |
| ------- | ----- | ----------- | -------------------- | ----- | ----- | ------ |
| 1973–74 | 1.    | Turecko     | Fenerbahce Istanbul  | 1 – 1 | 1 – 5 | 2 – 6  |
| 1978–79 | 1.    | Řecko       | Panathinaikos Athény | 3 – 0 | 2 – 1 | 5 – 1  |
| 1978–79 | 2.    | Španělsko   | Valencia CF          | 2 – 1 | 2 – 5 | 4 – 6  |
| 1980–81 | 1.    | Nizozemsko  | FC Utrecht           | 0 – 0 | 0 – 2 | 0 – 2  |
| 1981–82 | 1.    | Kypr        | APOEL FC             | 4 – 0 | 1 – 1 | 5 – 1  |
| 1981–82 | 2.    | Skotsko     | Aberdeen F.C.        | 2 – 2 | 0 – 3 | 2 – 5  |
| 1998–99 | 1.př. | Ázerbájdžán | Dynamo Baku          | 5 – 1 | 2 – 0 | 7 – 1  |
| 1998–99 | 2.př. | Turecko     | Istanbulspor         | 2 – 0 | 2 – 4 | 4 – 4  |
| 1998–99 | 1.    | Španělsko   | Celta de Vigo        | 0 – 1 | 0 – 7 | 0 – 8  |